# Azotobacter vinelandii
Azotobacter vinelandii é uma espécie de bactéria diazotrófica gram-negativa capaz de fixar o nitrogênio enquanto cresce aerobicamente. É utilizada para estudar a fixação de nitrogênio. Estas bactérias são facilmente cultivadas.